# 5557 Chimikeppuko
5557 Chimikeppuko eller 1989 CM1 är en asteroid i huvudbältet som upptäcktes den 7 februari 1989 av de båda japanska astronomerna Kazuro Watanabe och Kin Endate vid Kitami-observatoriet. Den är uppkallad efter sjön Chimikeppuko.
Asteroiden har en diameter på ungefär 7 kilometer.